# Multiple Virtual Storage
In informatica il Multiple Virtual Storage, più comunemente chiamato MVS, era il sistema operativo più comunemente utilizzato sui computer mainframe di IBM System/370 e System/390. Sviluppato da IBM, non ha nessuna relazione con gli altri sistemi operativi per mainframe di IBM, come per esempio VSE o VM.

## Descrizione
Rilasciato per la prima volta nel 1974, MVS è stato ampliato con diversi programmi e rinominato con nomi nuovi parecchie volte; ha iniziato con MVS/SE (System Extension), poi MVS/SP (System Product) Version 1, poi MVS/XA (eXtended Architecture), poi MVS/ESA (Enterprise Systems Architecture), poi OS/390 e per ultimo z/OS (quando il supporto per i 64-bit fu aggiunto con i modelli della serie zSeries). IBM aggiunse il supporto Unix (originariamente chiamato OPEN EDITION) nel MVS/SP V4.3 ed ha ottenuto la certificazione POSIX e Unix a diversi differenti livelli. Il nucleo di MVS rimane fondamentalmente sempre il medesimo sistema operativo. Come previsto da progetto, i programmi scritti per MVS possono ancora essere eseguiti su z/OS senza dover applicare modifiche.
All'inizio IBM descrisse MVS come una semplice nuova release dell'OS/VS2. In realtà fu fondamentalmente una riscrittura: OS/VS2 versione 1 era un upgrade del OS/360 MVT che manteneva la maggior parte del codice originale e, come MVT, era principalmente scritto in Assembly; il nucleo di MVS era invece quasi interamente scritto in PL/S. Il riferimento di IBM all'"OS/VS2" era usato per enfatizzare la compatibilità retroattiva: le applicazioni che venivano eseguite sotto MVT non necessitavano nemmeno di essere ricompilate per poter essere usate con MVS; gli stessi file per il Job Control Language potevano essere utilizzati non modificati; le utility e altre funzionalità fuori dal nucleo del SO come TSO venivano eseguite senza modifiche. IBM e gli utenti chiamarono il nuovo sistema MVS fin dagli inizi, ed IBM continuò ad usare il termine MVS nel dare i nomi alle versioni delle release principali successive come l'MVS/XA.

### Storia e modernità
MVS è ora solo una parte di z/OS, e le vecchie versioni di MVS non sono più supportate da IBM; dal 2007 sono supportate solo le versioni a 64-bit dello z/OS. Naturalmente, z/OS continua a supportare l'esecuzione di vecchie applicazioni a 24-bit e 31-bit di MVS insieme con le nuove applicazioni scritte a 64-bit.
Le versioni di MVS fino alla 3.8j (versione a 24-bit, distribuita nel 1981) sono state rese disponibili gratuitamente ed è ora possibile eseguire la versione MVS 3.8j negli emulatori di mainframe in modo gratuito.